# Les llargues vacances del 36
Les llargues vacances del 36 és una pel·lícula de 1976 dirigida per Jaime Camino. Es tracta de la primera incursió cinematogràfica en la Guerra Civil espanyola des d'una òptica no propagandística, en la qual va intervenir activament la censura. Va rebre el Premi FIPRESCI al 26è Festival Internacional de Cinema de Berlín. Ha estat doblada al català.

## Argument
Durant l'estiu de 1936 la revolta militar i la posterior guerra civil sorprenen a moltes famílies de la burgesia catalana en plenes vacances. Moltes d'elles decideixen romandre en els seus llocs d'estiueig fins que acabi el conflicte. Mentre, intenten organitzar la seva vida i la dels nens, que viuran un llarg i inesperat estiu. Entre els adults, hi ha qui viatja cada dia a la ciutat per mantenir el seu treball i els qui romanen amagats a causa de la seva ideologia.

## Repartiment
- Concha Velasco…Mercedes
- José Sacristán…Jorge
- Ismael Merlo…El Abuelo
- Analía Gadé…Virginia
- José Vivó…Alberto
- Francisco Rabal…El mestre
- Ángela Molina…Encarna
- Vicente Parra…Paco
- Charo Soriano…Rosita
- Conchita Bardem…Àvia
- Jarque Zurbano…Ernesto
- Alfred Lucchetti…Pujol
- Rafael Anglada…Pregoner